# Villa di Spedaletto

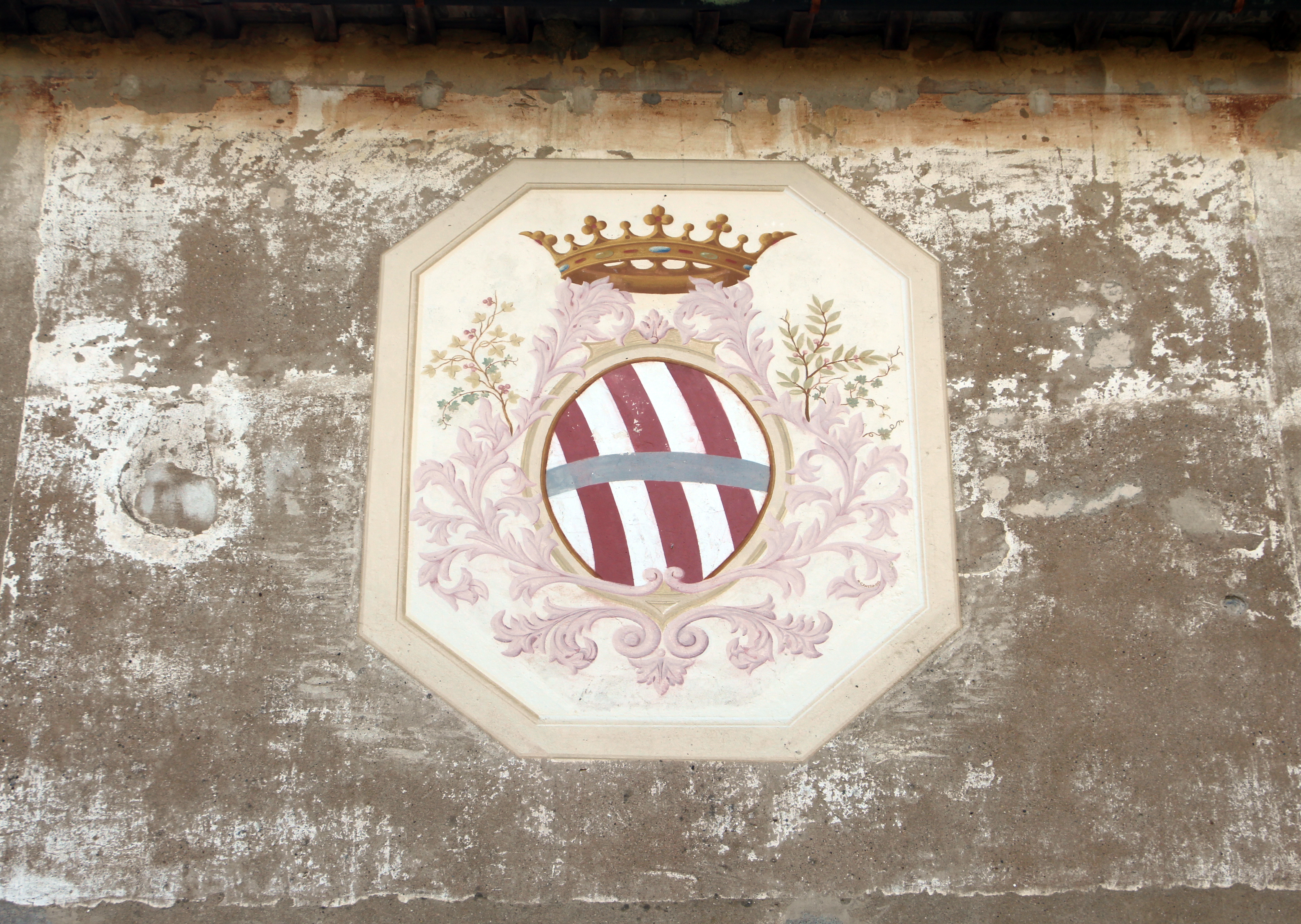
Stemma Corsini

La Villa di Spedaletto si trova in località Spedaletto, località del comune di Lajatico poco distante da Volterra.

## Storia e descrizione
Fu una delle ville di Lorenzo il Magnifico, che la fece riedificare e vi soggiornò spesso, quindi, sebbene ceduta subito dopo la sua morte, fa parte delle cosiddette ville medicee.
Spedaletto deve il suo nome a uno "spedale" (luogo di ospitalità per i pellegrini) dei cavalieri ospitalieri di Altopascio situato nelle vicinanze della Via Francigena. Questo "spedale dei Santi ippolito e Cassiano", con le terre connesse, fu concesso in enfiteusi a Lorenzo il Magnifico nel 1486, assieme alla tenuta di Agnano vicino a Pisa.
La zona per i Medici era altamente strategica, in quanto Volterra, con le sue preziosissime cave di allume, era stata conquistata nel 1472, e questa tenuta poteva rappresentare un centro di controllo sulla zona. Nelle vicinanze inoltre sono tuttora presenti le sorgenti termali di Bagno a Morba, che la madre di Lorenzo Lucrezia Tornabuoni aveva preso in affitto dai Cavalieri del Monte sin dal 1478. Il ramo principale della famiglia Medici infatti soffriva di malattie legate alla gotta e Lorenzo stesso soleva curarsi con le immersioni nei bagni caldi per potere, come scrive alla figlia Contessina "piacendo a Dio, tornare sano come fussi mai". Numerosi furono i soggiorni di Lorenzo fino a un anno prima della sua morte, avvenuta nel 1492.
La fattoria di Spedaletto comprendeva una ventina di poderi e fu profondamente riorganizzata da Lorenzo immediatamente dopo l'acquisto, grazie a nuove coltivazioni, vigne e pascoli. Per quanto riguarda l'edificio principale, la trasformazione in "casa da signore" avvenne tra il 1487 e il 1491, reinglobando alcuni elementi preesistenti come le robuste mura e la torre, dando all'edificio una pianta quadrangolare con un cortile centrale sul quale si affacciano una loggia e un salone, inconsuetamente al piano terra.
Il progetto pare che sia legato a Simone del Pollaiolo detto il Cronaca, che soggiornò a Spedaletto nel 1490, ma se la villa aveva una struttura semplice e funzionale, la magnificenza era data dall'impianto delle decorazioni pittoriche con gli artisti fiorentini di maggior spicco impegnati nella realizzazione di affreschi, che sono andati totalmente perduti. Alla loggia grande e al salone, secondo Giorgio Vasari, avevano lavorato infatti Domenico Ghirlandaio (Storie di Vulcano), Filippino Lippi, Pietro Perugino e Sandro Botticelli. L'unica descrizione più dettagliata pervenutaci su questo ciclo pittorico riguarda le opere di Ghirlandaio, che il Vasari descrive come popolate di "molti ignudi, fabbricando con le martellate saette a Giove".
Dopo la morte di Lorenzo nel 1492 la villa fu venduta da suo figlio Piero il Fatuo a Franceschetto Cybo nel 1494 con la tenuta di Agnano, poi seguì le sorti della famiglia fino al 1606, quando Alberico I Cybo-Malaspina la vendette al senatore Bartolomeo Corsini. I Corsini, il cui stemma spicca dipinto sulla facciata, sono i proprietari.
Sfortunatamente nel XVII secolo gli affreschi furono danneggiati da un incendio e successivamente scialbati; ne restano scarse tracce.